# Trekammarsystem
Trekammarsystem eller trikameralism innebär att ett parlament har tre kammare.
Begreppet användes om Sydafrikas parlament under Sydafrikas konstitution 1983-1993, där landets vita, färgade (blandade) och indiska befolkningsgrupper var hade en kammare. Andra trekammarsystem genom historien är Simón Bolívars modellstat. Begreppet kan också användas om Frankrikes generalständer och i viss mån om konsulatsystemet (i bruk 1799-1804). Republiken Kina, sedan 1949 endast verksam på Taiwan, tillämpade länge tre kammare som en sorts maktbalans. Sverige hade fyrkammarsystem fram till författningsreformen 1866, vilket konkret yttrade sig som trekammarsystem när Gustav III 1789 ogiltigförklarade adelns motstånd mot hans författningsreform till förmån för att stärka kungamakten.